# Foligno Calcio
 (février 2019).
Si vous disposez d'ouvrages ou d'articles de référence ou si vous connaissez des sites web de qualité traitant du thème abordé ici, merci de compléter l'article en donnant les références utiles à sa vérifiabilité et en les liant à la section « Notes et références ».
Maillots
Actualités
Le Foligno Calcio est un club de football italien. Il re présente la ville de Foligno, en Ombrie et est fondé en 1928.
Durant la saison 2009/2010, il fait partie du groupe A de la Ligue Pro Première Division italienne.

## Historique
La fondation du club date de 1928 sous le nom d'AS Foligno, bien qu'il y avait des équipes de football depuis 1900. La plupart des saisons du club se déroulent dans le championnat régional. Durant la Première Guerre mondiale, les rencontres sont tennues avec l'armée tchécoslovaque[pas clair], occupants de la ville durant cette période. Pendant cette periode, le club participe à la Serie C, obtenant en 1946 la montée en Serie B. Cependant en raison d'un manque de liquidité, le club ne pourra s'y inscrire. Jouant ensuite entre le niveau régional et le niveau semi-professionnel de la 5e division italienne, l'équipe atteint, en 1983, la 3e division (Serie C1) avant d'être reléguée. La descente continue au cours des saisons suivantes et l'équipe se retrouve une nouvelle fois dans les championnats régionaux. Lors de la saison 2007-2008, le club retrouve la Serie C1 et joue les matchs de barrages pour la montée.

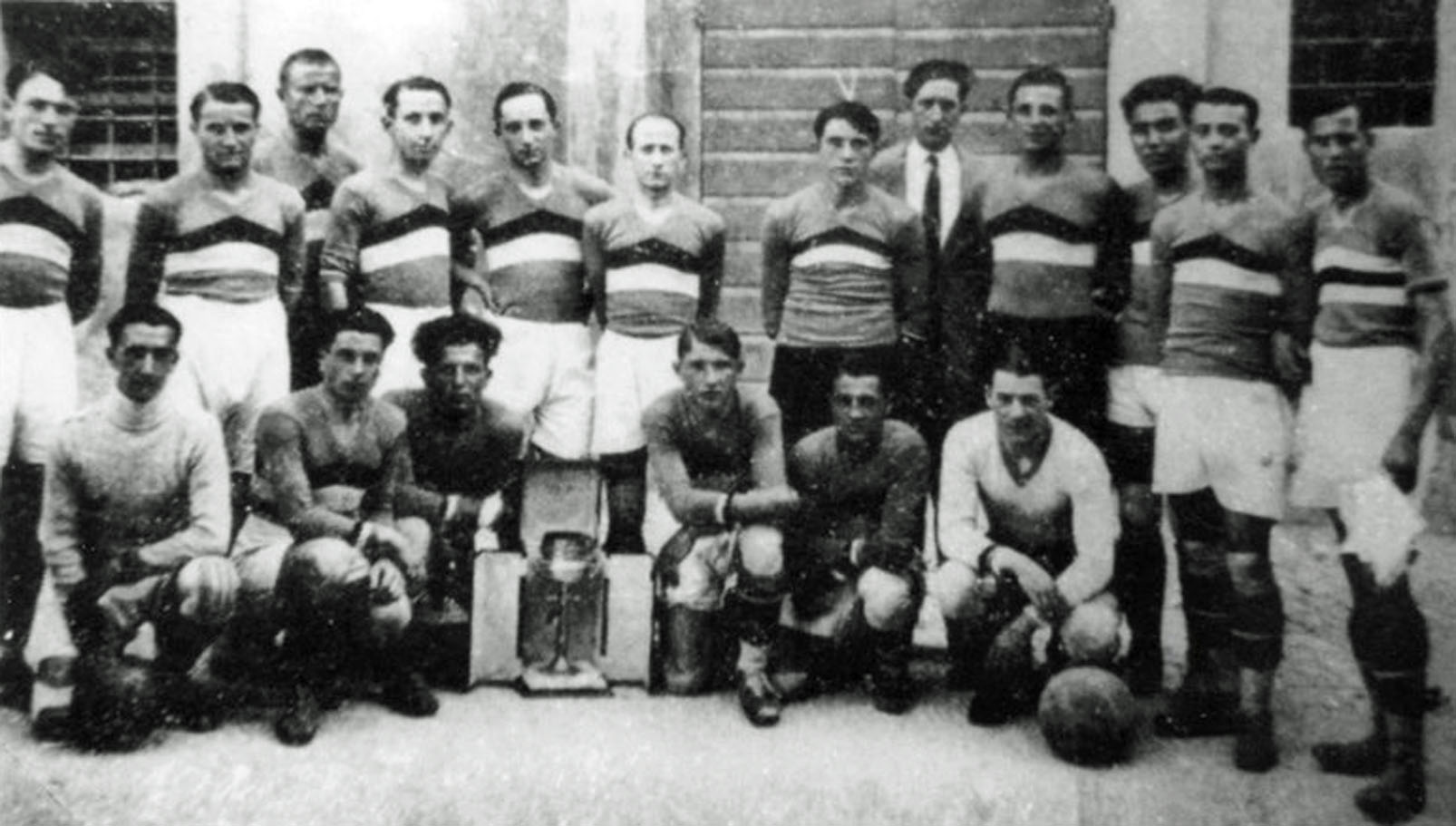
Foligno 1928-1929

Le 6 mai 2007, Foligno (mené par Giovanni Pagliari) remporte le groupe B de la Serie C2 et est promu en Serie C1 également dans le groupe B. Roberto Cevoli est ensuite nommé entraîneur, mais avec seulement deux victoires, il est limogé le 4 novembre et est remplacé par Paolo Indiani. L'impact du nouvel entraîneur n'est pas bon car l'équipe enregistre trois défaites consécutives et se classe avant-dernière. 
Le 7 juillet 2009, Luca Fusi est officiellement nommé entraîneur pour la saison 2009-2010. Il prolonge son contrat jusqu'au 30 juin 2011. Le 13 décembre 2010 l'entraîneur Salvatore Matrecano est renvoyé et Federico Giunti est nommé entraîneur.[pas clair]  Le 29 avril 2012, Foligno est battu 1-0 par Carpi. Le résultat confirme la relégation du club dans la division inférieure, car le club finit dernier du championnat. L'équipe se maintient depuis à ce niveau.

## Historique des noms
- 1928-1942 : Associazione Sportiva Foligno
- 1942-1945 : Aeronautica Umbra SA Sport
- 1945-? : Associazione Sportiva Foligno
- ?-2015 : Foligno Calcio
- 2015-2017 : Associazione Sportiva Dilettantistica Città di Foligno 1928
- 2017- : Foligno Calcio Associazione Sportiva Dilettantistica

## Palmarès
- 1 Coupe régionale[Laquelle ?] : Saison 2001-02